# Frida Wattenberg
Frida Wattenberg (París, 7 de abril de 1924 - Ibíd., 3 de abril de 2020) fue miembro de la Resistencia francesa. 

## Biografía
Wattenberg nació en 1924 de padres judíos de Polonia. Creció en el barrio de Marais de París. Se unió al movimiento Hashomer Hatzair a fines de la década de 1930. Durante la Segunda Guerra Mundial, estudió en el Liceo Victor Hugo en París. También hizo varios collages de carteles para la resistencia francesa.
En 1941, se unió a la Œuvre de secours aux enfants (OSE), para lo cual hizo documentos falsos para que los judíos escaparan al sur de Francia. Su madre fue arrestada durante el Rodeo de Vel 'd'Hiv en 1942, y Wattenberg logró asegurar su liberación al demostrar que trabajaba en una fábrica que suministraba ropa a miembros del ejército alemán. 
En 1943, fue a Grenoble y se unió a la resistencia judía. Acompañó a grupos de niños en Annecy y ayudó a su paso a Suiza. Transferida a Toulouse, Wattenberg se unió a Armée Juive. 
Después de la Liberación de París, trabajó en la Œuvre de protection des enfants juifs (OPEJ), cuyo objetivo era acoger y proteger a los niños que perdieron a sus padres debido a la deportación. También hizo campaña por la designación de Israel. 

## Muerte
Frida Wattenberg murió el 3 de abril de 2020 a la edad de 95 años debido a COVID-19 causado por el virus del SARS-CoV-2 durante la pandemia de enfermedad por coronavirus.

## Condecoraciones
- Caballero de la Ordre national du Mérite
- Caballero de la Legión de Honor